# Balakumaran
Balakumaran (5 de julho de 1946 – 15 de maio de 2018) foi um escritor indiano, conhecido por escrever na língua tâmil. Autor de mais de 150 livros, 100 contos, e o roteirista de mais de 20 filmes. Ele também contribuiu para revistas na língua tâmil, tais como a revista Kalki, a revista Ananda Vikatan e revista Kumudam.

## Livros publicados
- Udayar
- Mercury pookkal
- Irumbhu kudhiraigal
- Krishna Arjunan
- Thayumanavan
- Agalya
- Kai Veesamma Kai Veesu
- Endrendrum anbudan
- Udayar (novel)
- Shenbagathottam
- Pani vizhum malar vanam
- Kadal neelam
- Naan enna solli vittaen
- Kadarpaalam
- Pey Karumbu (on Pattinathaar Swamigal)
- Simmasanam (on Kumara Guruparar Swamigal)
- Thangakkai (on Seshadiri Swamigal of Thiruvannamalai)
- Guru (on Bhagawan Sri Yogi Ram Suratkumar of Thiruvannamalai)
- Nigumbalai
- Kadalora Kuruvigal
- Karaiyora Mudhalaigal
- Payanigal Kavanikkavum
- Thunai
- Meettadha Veenai
- Vetrilai Kodi
- Manja Kaani
- Karnanin Kathai
- Shakthi
- KatruKondal Kutramillai
- En Manathu Thamaraippoo
- Kalyana Murungai
- Peria Puranak Kathaigal
- Kannaadi Koburangal
- Katigai
- Ammavum 10 Katturaigalum
- Manam Uruguthey
- Appam Vadai Thayirsatham
- Ithuthaan Vayathu Kathalikka
- snegamulla singam
- yeno theriavillai
- kathal aragam
- neli mothiram
- ean mathil tamarai poo
- kathalperuman
- Vilvamaram
- Marakal
- idharkuth thane aasaippattaay Balakumara
- Thalaiyanai pookkal
- En kanmani thamarai
- Thozhan
- Gangai Konda Cholan
- Avani
- Idhu Pothum
- Mahabharatham
- 333 Ammaiyappan Theru
- Kanne Vanna Pasungiliye

## Trabalhos para o Cinema
- Nayakan (1987)
- Guna (1991)
- Shenbagathottam (1991)
- Gentleman (1993)
- Kadhalan (1994)
- Kizhakku Malai (1995)
- Ragasiya Police (1995)
- Baasha (1995)
- Sivasakthi (1996)
- Ullaasam (1997)
- Velai (1998)
- Jeans (1998)
- Mugavaree (2000)
- Citizen (2001)
- Majnu (2001)
- Kadhal Sadugudu (2003)
- Adhu (2004)
- Jananam (2004)
- Manmadhan (2004)
- Vallavan (2006)
- Pudhupettai (2006)

## Prêmios

### Prêmios literários
- Irumbu Kudhiraigal – Raja Sir Annamalai Chettiyar Confiança Prêmios
- Mercúrio Pookal – Illakkiya Sindhanai Prêmios
- Kadarpalam – Prêmio do Estado (II Prêmio (História Curta da Coleção)
- Sugajeevanam – Prêmio do Estado (I), Prémio (história curta da coleção)

### Prêmios no Cinema
- Guna – Cinema Prêmio Express
- Kaadalan – Tamil Nadu, Estado Film Award

### Outros Prêmios
- Honrado com "Sindhanai Chemmal" título (Do Lions Clube Madras)
- Kalaimaamani Prêmio do Governo de Tamil Nadu